# Репортаж: Апокалипсис
«Репортаж: Апокалипсис» (исп. REC 4: Apocalipsis) — испанский фильм ужасов с элементами псевдодокументалистики и драмы, вышедший на экраны в 2014 году. Фильм является сиквелом фильмов 2007 и 2009 года «Репортаж», «Репортаж из преисподней» и четвёртым в серии фильмов об «одержимости». Теглайн фильма — «Самое время, чтобы пробудиться».

## Сюжет
Журналистка Анхела Видаль не погибла, а после событий фильма «Репортаж из преисподней» помещена в карантин на траулере, специально оборудованном для таких целей. Оказывается, она несёт в себе странную и смертоносную инфекцию, опасную для человечества.
События начинаются с того, что отряд спецназа минирует дом, по которому распространилась инфекция. Журналистка Анхела Видаль — единственная выжившая. Один из солдат, Гусман, подходит к ней и говорит, что пора уходить, и её эвакуируют. Далее Анхела просыпается в какой-то лаборатории, где доктор Хинард обследует её. На его вопросы о том, помнит ли она, что произошло, она отвечает, что нет и просит ослабить ремни. Доктор делает это, после чего Анхела легко вырывается, избивает его и убегает. Впоследствии её ловят. Она узнаёт, что она на судне.
Гусман общается с IT-специалистом Ником и капитаном судна Ортегой, для которого это последний рейс. Ортега говорит, что приказано оборвать любую связь с материком, а Ник пытается восстановить ленту с видеокамеры Анхелы. Ник показывает Гусману, что он взломал камеры безопасности и контролирует учёных в лаборатории.
На следующий день Анхела встречает Никa, который говорит, что он её большой поклонник, и показывает свою работу. Анхела узнаёт записи с камеры. После просмотра Ник отправляет все материалы в лабораторию. Тем временем кок подвергается нападению заражённой лабораторной обезьяны. Он избивает животное, после чего поджаривает его на сковороде, но кровь попадает на еду. Один из недовольних отсутствием еды член судна приходит проверить, как дела, но кок не отвечает на его вопросы, и тот уносит еду в столовую. Одна из пассажирок — пожилая дама, которая выжила после событий третьего фильма — жалуется, что пища слишком тяжела для её желудка, и просит приготовить ей что-то более диетическое. Солдат Лукас идёт на кухню, и заражённый кок набрасывается на него. После продолжительной схватки Лукасу удаётся запереть его в морозильной камере. Рикарте говорит, что он изобрёл противоядие, которое хочет испытать на коке, однако тот не подавал никаких признаков выздоровления. Часть экипажа уже заразилась после употребления пищи, ситуация осложняется тем, что надвигается шторм.
Рикарте уверен, что исцеления нет, и чуть не успевает активировать «протокол самоуничтожения», но его останавливают, показывая восстановленную запись. Камера снимает, как Анхела борется с одержимой девушкой, но та сначала утаскивает журналистку во тьму, а потом заражает её одержимостью при помощи передачи изо рта в рот червеобразного существа. Рикарте думает, что получить противоядие можно только из Анхелы.
Рикарте со своими людьми нападает на Анхелу, собираясь вживую оперировать её и извлечь паразита, но на них нападает заражённый член судна, и Анхеле удаётся бежать. Рикарте настигает её. Анхела кусает его, чтобы доказать, что она не заражена. Проанализировав свою кровь, Рикарте видит, что она не инфицирована. Тем не менее, он думает, что Анхела одержима и как-то обманула его.
Зараза распространяется по кораблю. Пожилая дама и Лукас погибают. Судно наполняется одержимыми. Становится известно, что Гусман также одержим. Анхела понимает, что паразит покинул её тело в доме, где происходили события первых двух фильмов, когда Гусман остался с ней наедине и говорил об эвакуации. Тогда паразит нашёл себе более сильного хозяина, которым оказался Гусман. Он нападает на Анхелу, пытаясь вернуть паразита обратно в её тело, но девушка пронзает того гарпуном в шею. Рикарте запускает «протокол самоуничтожения». Ник пытается спасти Анхелу. Вместе они спрыгивают в надувной плот, после чего судно взрывается. После взрыва показывают, как барракуда проглатывает червя-паразита, который выжил после взрыва, показывая тем самым, что «одержимость» распространяется и Апокалипсис неизбежен.
В сцене перед титрами Ник и Анхела садятся в такси, и таксист, обращая внимание на их слегка потрёпанный вид, спрашивает, хорошо ли они повеселились.

## В ролях
| Актёр                | Роль           |
| -------------------- | -------------- |
| Мануэла Веласко      | Анхела         |
| Пако Мансанедо       | Гусман         |
| Эктор Колом          | доктор Рикарте |
| Исмаэль Фричи        | Ник            |
| Криспуло Кабесас     | Лукас          |
| Пако Обрего          | доктор Хинард  |
| Мария Альфонсо Россо | Энсиана        |

## Саундтрек к фильму
Все композиции были записаны Арнау Батальером.
Трек-лист
1. «Countdown» (2:17)
2. «Inside the House» (3:50)
3. «The Medeiros Girl» (3:08)
4. «First Attack» (2:20)
5. «Security Gates» (2:24)
6. «The Infection, Pt. 1» (2:50)
7. «Fighting» (3:45)
8. «Recovering the Tape» (2:00)
9. «The Infection, Pt.2» (3:13)
10. «Nick the Hero» (3:36)
11. «It’s a Parasite» (4:57)
12. «Angela’s Show» (5:36)
13. «Escaping» (2:25)
14. «Nick the Hero (Reprise)» (1:44)

## Критика
Фильм получил смешанные отзывы. Он, как и предыдущая часть, был раскритикован за то, что отошёл от жанра псевдодокументалистики, который придавал первым двум частям больше реалистичности. При этом на сайте Rotten Tomatoes фильм имеет оценку 68 %. Оценка довольна высокая, при условии, что сиквелы не смогли повторить успех оригинала, а четвёртый фильм вновь вызвал интерес к серии.
Рейтинги фильмов серии «Репортаж»
| № | Название фильма                | Оценка на Rotten Tomatoes |
| - | ------------------------------ | ------------------------- |
| 1 | Репортаж (2007)                | 90 %                      |
| 2 | Репортаж из преисподней (2010) | 68 %                      |
| 3 | Репортаж со свадьбы (2012)     | 42 %                      |
| 4 | Репортаж: Апокалипсис (2014)   | 68 %                      |